# Pierre Dorion
Pour les articles homonymes, voir Dorion.
Pierre Dorion, né en 1959 à Ottawa est un artiste canadien. Il vit et travaille à Montréal.

## Biographie
Dorion détient un baccalauréat en arts visuels de l'Université d'Ottawa. Il participe à de nombreuses manifestations artistiques, notamment Montréal tout-terrain (1984), Aurora Borealis, Centre international d’art contemporain de Montréal, CIAC (1985), Les temps chauds, Musée d’art contemporain de Montréal (1988), Anni Noventa, Galleria d’Arte Moderna, Bologne (1991), Diagonales Montréal, CIAC (1992), Reflecting Paradise / Reflets du paradis, à l’occasion de l’Expo 93, Taïwan, Le lieu de l’être, Musée national des beaux-arts du Québec (1994). Entre 1990 et 1994, Pierre Dorion réalise sa série des Autoportraits dont les premiers tableaux sont présentés à la Galerie René Blouin (1990 et 1991), puis au CIAC (1994). 

## Sélection d'expositions
- 2019: Galerie René Blouin, Montréal[2]
- 2018: Exposition documentaire : Chambres avec vues, réalisée en 1999, VOX, centre de l'image contemporaine[3]
- 2017: Pierre Dorion : Carte blanche, Occurrence, Montréal[4]
- 2017: Big Chill, Galerie soon.tw, Montréal[5],[6]

- 2015: 6e Biennale de Beijing, Beijing, Chine
- 2014: Pierre Dorion, Jack Shaiman Gallery[7]
- 2012: À ciel ouvert. Le Nouveau Pleinairisme, Musée national des beaux-arts du Québec, Québec
- 2012: Pierre Dorion, Musée d’art contemporain de Montréal[8],[9]
- 2010: Pierre Dorion : peinture et photographie, Musée des beaux-arts de Montréal[10]
- 2008 : Pierre Dorion, Galerie René Blouin
- 2003-2004 : Solo: La peinture de Pierre Dorion, exposition itinérante: Macdonald Center, Guelph; Art Gallery of Greater Victoria; Galerie d’art Leonard et Bina Ellen de l’Université Concordia; Galerie d’art du Centre culturel de l’Université de Sherbrooke[11]
- 1999 : Chambres avec vues, appartement de l’édifice Les Dauphins donnant sur le parc La Fontaine
- 1995 : Art Gallery of York University, Toronto
- 1994 : Autoportraits : 1990-1994, Centre international d'art contemporain de Montréal
- 1993 : Look at the window, Museum Het Kruithuis, Citadellaan, Bois-le-Duc, Pays‑Bas
- 1992 : Galleria Sprovieri de Rome
- 1991 : Pierre Dorion, Dresdnere Gallery de Toronto
- 1988 : Pierre Dorion, Galerie René Blouin
- 1984 : Galerie Yarlow-Salzman, Toronto

## Prix et distinctions
- 1997: Prix Louis-Comtois, Ville de Montréal, en collaboration avec l’Association des Galeries d’Art Contemporain

## Musées et collections publiques
- Banque de Montréal, Montréal
- Banque d'œuvres d'art du Conseil des arts du Canada, Ottawa
- Banque Toronto Dominion, Montréal
- Chase Manhattan Bank
- Fondation d’art contemporain Daniel & Florence Guerlain
- Heenan Blaikie, Montréal
- Galerie de l'UQAM, Montréal[12]
- Hydro Québec
- Musée d'art contemporain de Montréal, Montréal[13]
- Monastère des Augustines, Hôtel-Dieu de Québec, Québec
- Musée des beaux-arts de Montréal, Montréal
- Musée des beaux-arts du Canada, Ottawa[14]
- Musée national des beaux-arts du Québec, Québec[15]
- Musée régional de Rimouski, Rimouski
- Power Corporation, Montréal
- Ville de Montréal